# Liste der Baudenkmale in Buckautal
In der Liste der Baudenkmale in Buckautal sind alle Baudenkmale der brandenburgischen Gemeinde Buckautal und ihrer Ortsteile aufgelistet. Grundlage ist die Veröffentlichung der Landesdenkmalliste mit dem Stand vom 31. Dezember 2021. Die Bodendenkmale sind in der Liste der Bodendenkmale in Buckautal aufgeführt.

## Legende
In den Spalten befinden sich folgende Informationen:
- ID-Nr.: Die Nummer wird vom Brandenburgischen Landesamt für Denkmalpflege vergeben. Ein Link hinter der Nummer führt zum Eintrag über das Denkmal in der Denkmaldatenbank. In dieser Spalte kann sich zusätzlich das Wort Wikidata befinden, der entsprechende Link führt zu Angaben zu diesem Denkmal bei Wikidata.
- Lage: die Adresse des Denkmales und die geographischen Koordinaten. Link zu einem Kartenansichtstool, um Koordinaten zu setzen. In der Kartenansicht sind Denkmale ohne Koordinaten mit einem roten beziehungsweise orangen Marker dargestellt und können in der Karte gesetzt werden. Denkmale ohne Bild sind mit einem blauen bzw. roten Marker gekennzeichnet, Denkmale mit Bild mit einem grünen beziehungsweise orangen Marker.
- Bezeichnung: Bezeichnung in den offiziellen Listen des Brandenburgischen Landesamtes für Denkmalpflege. Ein Link hinter der Bezeichnung führt zum Wikipedia-Artikel über das Denkmal.
- Beschreibung: die Beschreibung des Denkmales
- Bild: ein Bild des Denkmales und gegebenenfalls einen Link zu weiteren Fotos des Baudenkmals im Medienarchiv Wikimedia Commons

## Baudenkmale in den Ortsteilen

### Buckau
| ID-Nr.                           | Lage                         | Bezeichnung | Beschreibung | Bild               |
| -------------------------------- | ---------------------------- | --- | --- | ------------------ |
| 09190867                         | (Lage)                       | Munitionslager mit folgenden Gebäuden: Nr. 4 (Kommandantur mit Anbau), Nr. 6 und 7 (Unterkunftsgebäude), Nr. 8, 15, 16, 18, 20, 21 und 22 (Wohnhäuser), Nr. 17 (ursprüngliche Funktion unbekannt, nach 1945 Büronutzung), Nr. 19 (Wohnhaus), Nr. 24 (ursprüngliche Funktion unbekannt), Nr. 32, 33 (Garagen), Nr. 35 (Heizhaus), Nr. 37 (Garage mit Montagegrube), Nr. 49 (Halle), Nr. 60 (vermutlich Schaltraum), Nr. 91, 92, 93, 94, 95, 96 (Umschlaghallen), Nr. 99, 100, (Umpackhallen), Nr. 101a (ursprüngliche Funktion unbekannt, möglicherweise Labor), Nr. 101–176 (halbunterirdische Lagerbunker), A (Bunker mit Notstromaggregat), B (unterirdischer Mannschaftsbunker mit Einstieg von oben), C, D (unterirdische Mannschaftsbunker mit seitlichem Einstieg) | Das Munitionslager wurde 1934/35 gebaut. Nach dem Zweiten Weltkrieg wurde das Areal bis Anfang der 1990er Jahre von der sowjetischen Armee genutzt. Ein Teil der Häuser wird wieder zu Wohnzwecken genutzt, der Rest steht leer. Eine voll umfängliche Lokalisierung der einzelnen Gebäude wird erschwert durch eine lückenhafte Gebäude-Nummerierung.                                                           | weitere Bilder     |
| 09192272 Teilobjekt zu: 09190867 | (Lage)                       | Kommandantur | Gebäude Nr. 4 Ein- und zweigeschossige Ziegelbauten mit Walmdach. Sie stammen aus den Jahren 1934-1935. | Kommandantur       |
| 09192273 Teilobjekt zu: 09190867 | (Lage)                       | Unterkunftsgebäude | Gebäude Nr. 6 und 7 Eingeschossige Gebäude mit Walmdach. Sie stammen aus den Jahren 1934-1935. | Unterkunftsgebäude |
| 09192274 Teilobjekt zu: 09190867 | (Lage)                       | Verwaltungsgebäude | Gebäude 17 Eingeschossiger Bau mit Walmdach. Er stammt aus den Jahren 1934-1935. | Verwaltungsgebäude |
| 09192275 Teilobjekt zu: 09190867 | (Lage)                       | Garage | Gebäude Nr. 32 und 33 | Garage             |
| 09192276 Teilobjekt zu: 09190867 | ()                           | Werkstattgebäude | Gebäude Nr. 37 | ein Bild hochladen |
| 09192277 Teilobjekt zu: 09190867 | ()                           | Heizhaus | Gebäude Nr. 35 | ein Bild hochladen |
| 09192278 Teilobjekt zu: 09190867 | (Lage)                       | Wohnhaus | Gebäude Nr. 15 und 16 | Wohnhaus           |
| 09192279 Teilobjekt zu: 09190867 | (Lage)                       | Wohnhaus | Gebäude Nr. 20, 21, 22 Es handelt sich um zweigeschossige Bauten mit Walmdach. Datiert auf die Jahre 1934-1935. | Wohnhaus           |
| 09192280 Teilobjekt zu: 09190867 | (Lage)                       | Wohnhaus | Gebäude Nr. 18 Es handelt sich um einen zweigeschossigen Bau mit Krüppelwalmdach. Datiert auf die Jahre 1934-1935. | Wohnhaus           |
| 09192281 Teilobjekt zu: 09190867 | (Lage)                       | Wohnhaus | Gebäude Nr. 19 Zweigeschossiger fünfachsiger Kalksandstein-Bau mit flachem Walmdach. Das Wohnhaus datiert auf das Jahr 1977. Dies bezeugt die giebelseitige Inschrift in roten Ziegeln "1977 r". | Wohnhaus           |
| 09192282 Teilobjekt zu: 09190867 | ()                           | Wohnhaus | Gebäude 24 | ein Bild hochladen |
| 09192283 Teilobjekt zu: 09190867 | ()                           | Lagerhalle | Gebäude Nr. 49 | ein Bild hochladen |
| 09192284 Teilobjekt zu: 09190867 | (Lage)                       | Fabrikhalle | Gebäude Nr. 94, 95, 96 (Umschlagshallen) Datiert auf die Jahre 1934-1935. | Fabrikhalle        |
| 09192285 Teilobjekt zu: 09190867 | (Lage)                       | Fabrikhalle | Gebäude Nr. 99 und 100 (Umpackhallen) Sie stammen aus den Jahren 1934-1935. | Fabrikhalle        |
| 09192286 Teilobjekt zu: 09190867 | (Lage)                       | Lagergebäude | Gebäude Nr. 101a | BW                 |
| 09192287 Teilobjekt zu: 09190867 | ()                           | Munitionsbunker | Gebäude Nr. 101-129 und 139-176 (aus den Jahren 1934-1935). | Munitionsbunker    |
| 09192288 Teilobjekt zu: 09190867 | ()                           | Bunker | Gebäude Nr. 130-138 | ein Bild hochladen |
| 09192289 Teilobjekt zu: 09190867 | ()                           | Bunker | Gebäude Nr. A | ein Bild hochladen |
| 09192292 Teilobjekt zu: 09190867 | ()                           | Nebengebäude | Gebäude Nr. 60 | ein Bild hochladen |
| 09192291 Teilobjekt zu: 09190867 | ()                           | Bunker | Gebäude B, & Gebäude C & Gebäude D & Mannschaftsbunker | ein Bild hochladen |
| 09192291 Teilobjekt zu: 09190867 | ()                           | Fabrikhalle | Gebäude 91 & Gebäude 92 & Gebäude 93 / Umschlaghallen | ein Bild hochladen |
| 09190775                         | Birkenreismühle 1 (Lage)     | Mühlengehöft „Birkenreismühle“, bestehend aus Hauptwohnhaus, Mühlengebäude mit Silo-Anbau, Scheune, Sägemühle und Eckwohnhaus | | weitere Bilder     |
| 09192163 Teilobjekt zu: 09190775 | Birkenreismühle 1 ()         | Wohnhaus | | ein Bild hochladen |
| 09192164 Teilobjekt zu: 09190775 | Birkenreismühle 1 ()         | Mühlengebäude | | ein Bild hochladen |
| 09192165 Teilobjekt zu: 09190775 | Birkenreismühle 1 ()         | Stall | | ein Bild hochladen |
| 09192166 Teilobjekt zu: 09190775 | Birkenreismühle 1 ()         | Scheune | | ein Bild hochladen |
| 09192167 Teilobjekt zu: 09190775 | Birkenreismühle 1 ()         | Wohnhaus | | ein Bild hochladen |
| 09190113                         | Buckauer Straße (Lage)       | Dorfkirche | Die evangelische Kirche stammt im Ursprung aus dem 13. Jahrhundert. Im Jahre 1868 wurde die Kirche renoviert und der neugotische Turm erbaut. Im Inneren befindet sich ein Schnitzaltar aus dem Jahre 1440. Weiter befindet sich ein Kruzifix aus der gleichen Zeit in der Kirche. | weitere Bilder     |
| 09191713 Teilobjekt zu: 09190113 | Buckauer Straße (Lage)       | Taufengel | Dass der Taufengel noch existiert und wieder in der Kirche hängen darf, verdankt man einem Zufallsfund im Pfarrhaus. Allerdings fand man ihn ohne Flügel, Beine und rechten Arm vor. Diese mussten nachträglich wieder angebracht werden, bevor der aus Holz gearbeitete Engel seinen angestammten Platz wieder erhalten konnte. Er stammt aus der Barockzeit, datiert auf 1701/1751 und wurde 2006 restauriert. | Taufengel          |
| 09191504 Teilobjekt zu: 09190113 | Buckauer Straße (Lage)       | Orgel | Es handelt sich um eine Böttcher-Orgel. Sie stammt mindest. aus dem Jahr 1870. | Orgel              |
| 09191505 Teilobjekt zu: 09190113 | Buckauer Straße (Lage)       | Glocke | | BW                 |
| 09190016                         | Buckauer Dorfstraße 8 (Lage) | Pfarrhaus mit Stall und Scheune | Das Pfarrhaus und die Wirtschaftsgebäude sind zwischen 1865 und 1870 entstanden. Die Silhouette ist geprägt durch Giebelfialen. | weitere Bilder     |
| 09191690 Teilobjekt zu: 09190016 | Buckauer Dorfstraße 8 (Lage) | Pfarrhaus | Eingeschossiger siebenachsiger roter Ziegelbau mit Satteldach. Datiert auf ca. anno 1868. | Pfarrhaus          |
| 09191691 Teilobjekt zu: 09190016 | Buckauer Dorfstraße 8 (Lage) | Stall | Zweigeschossiger roter Ziegelbau mit Satteldach. Datiert auf etwa 1868. | Stall              |
| 09191692 Teilobjekt zu: 09190016 | Buckauer Dorfstraße 8 (Lage) | Scheune | Eingeschossiger roter Ziegelbau mit Satteldach. Datiert auf etwa 1868. | Scheune            |
| 09191322                         | Buckauer Straße 39 (Lage)    | Gehöft, bestehend aus Wohnhaus mit Anbau, linkem und rechtem Stallgebäude sowie Scheune | | BW                 |
| 09191323 Teilobjekt zu: 09191322 | Buckauer Straße 39 (Lage)    | Wohnhaus | | BW                 |
| 09191324 Teilobjekt zu: 09191322 | Buckauer Straße 39 ()        | Torhaus | | ein Bild hochladen |
| 09191325 Teilobjekt zu: 09191322 | Buckauer Straße 39 ()        | Stall | | ein Bild hochladen |
| 09191326 Teilobjekt zu: 09191322 | Buckauer Straße 39 ()        | Stall | | ein Bild hochladen |
| 09191327 Teilobjekt zu: 09191322 | Buckauer Straße 39 ()        | Remise / Scheune | | ein Bild hochladen |

### Dretzen
| ID-Nr.                           | Lage                 | Bezeichnung        | Beschreibung | Bild               |
| -------------------------------- | -------------------- | ------------------ | ------------ | ------------------ |
| 09190924                         | Dorfstraße 52 (Lage) | Schul- und Bethaus |              | Schul- und Bethaus |
| 09192351 Teilobjekt zu: 09190924 | Dorfstraße 52 ()     | Kirche             |              | ein Bild hochladen |
| 09192352 Teilobjekt zu: 09190924 | Dorfstraße 52 ()     | Schule             |              | ein Bild hochladen |

### Steinberg
| ID-Nr.                           | Lage                | Bezeichnung                                    | Beschreibung | Bild                                           |
| -------------------------------- | ------------------- | ---------------------------------------------- | --- | ---------------------------------------------- |
| 09190725                         | Steinberg (Lage)    | Dorfkirche und Kriegerdenkmal vor der Südseite | Roter Ziegelbau mit Satteldach; datiert auf die Jahre 1902-1903. | weitere Bilder                                 |
| 09192114 Teilobjekt zu: 09190725 | Steinberg (Lage)    | Kriegerdenkmal                                 | Denkmal gearbeitet aus Feldstein, Sandstein und Zinkguss (Skulptur), versehen mit einer Einfriedung. Datiert auf nach 1918.                                                  | Kriegerdenkmal                                 |
| 09190724                         | Steinberg 22 (Lage) | Wohnhaus mit ehemaliger Transformatorenstation | Eingeschossiger Ziegelbau (rote Ziegel) mit Mansarddach. Datiert auf das Jahr 1926.                                                                                          | Wohnhaus mit ehemaliger Transformatorenstation |
| 09192112 Teilobjekt zu: 09190724 | Steinberg 22 (Lage) | Trafostation                                   | Zweigeschossiger roter Ziegelbau mit Flachdach. Datiert auf das Jahr 1926. Schließt unmittelbar an die Südseite des Wohnhauses an (rechter Hand des Hauses).                 | Trafostation                                   |
| 09192113 Teilobjekt zu: 09190724 | Steinberg 22 (Lage) | Oberleitungsmast                               | Es handelt sich um einen Gittermast, hinter dem Grundstück befindlich, von der Straße aus nicht einsehbar. Es stellt sich die Frage, ob der Oberleitungsmast noch existiert. | BW                                             |

## Ehemalige Baudenkmale
| ID-Nr.   | Lage                            | Bezeichnung                                                      | Beschreibung | Bild |
| -------- | ------------------------------- | ---------------------------------------------------------------- | ------------ | --- |
| 09191017 | Buckau Buckauer Straße 7 (Lage) | Gehöft, bestehend aus Wohnhaus, rechtem Stallgebäude und Scheune |              | [[Vorlage:Bilderwunsch/code!/C:52.224098,12.33741!/D:Buckau Buckauer Straße 7, Gehöft, bestehend aus Wohnhaus, rechtem Stallgebäude und Scheune!/\|BW]] |